# 1596 год
1596 (ты́сяча пятьсо́т девяно́сто шесто́й) год  по григорианскому календарю — високосный год, начинающийся в понедельник. Это 1596 год нашей эры, 6‑й год 10‑го десятилетия XVI века 2‑го тысячелетия, 7‑й год 1590‑х годов. Он закончился 429 лет назад.
| Пн | Вт | Ср | Чт | Пт | Сб | Вс |
| 1  | 2  | 3  | 4  | 5  | 6  | 7  |
| 8  | 9  | 10 | 11 | 12 | 13 | 14 |
| 15 | 16 | 17 | 18 | 19 | 20 | 21 |
| 22 | 23 | 24 | 25 | 26 | 27 | 28 |
| 29 | 30 | 31 |    |    |    |    |

| Пн | Вт | Ср | Чт | Пт | Сб | Вс |
|    |    |    | 1  | 2  | 3  | 4  |
| 5  | 6  | 7  | 8  | 9  | 10 | 11 |
| 12 | 13 | 14 | 15 | 16 | 17 | 18 |
| 19 | 20 | 21 | 22 | 23 | 24 | 25 |
| 26 | 27 | 28 | 29 |    |    |    |

| Пн | Вт | Ср | Чт | Пт | Сб | Вс |
|    |    |    |    | 1  | 2  | 3  |
| 4  | 5  | 6  | 7  | 8  | 9  | 10 |
| 11 | 12 | 13 | 14 | 15 | 16 | 17 |
| 18 | 19 | 20 | 21 | 22 | 23 | 24 |
| 25 | 26 | 27 | 28 | 29 | 30 | 31 |

| Пн | Вт | Ср | Чт | Пт | Сб | Вс |
| 1  | 2  | 3  | 4  | 5  | 6  | 7  |
| 8  | 9  | 10 | 11 | 12 | 13 | 14 |
| 15 | 16 | 17 | 18 | 19 | 20 | 21 |
| 22 | 23 | 24 | 25 | 26 | 27 | 28 |
| 29 | 30 |    |    |    |    |    |

| Пн | Вт | Ср | Чт | Пт | Сб | Вс |
|    |    | 1  | 2  | 3  | 4  | 5  |
| 6  | 7  | 8  | 9  | 10 | 11 | 12 |
| 13 | 14 | 15 | 16 | 17 | 18 | 19 |
| 20 | 21 | 22 | 23 | 24 | 25 | 26 |
| 27 | 28 | 29 | 30 | 31 |    |    |

| Пн | Вт | Ср | Чт | Пт | Сб | Вс |
|    |    |    |    |    | 1  | 2  |
| 3  | 4  | 5  | 6  | 7  | 8  | 9  |
| 10 | 11 | 12 | 13 | 14 | 15 | 16 |
| 17 | 18 | 19 | 20 | 21 | 22 | 23 |
| 24 | 25 | 26 | 27 | 28 | 29 | 30 |

| Пн | Вт | Ср | Чт | Пт | Сб | Вс |
| 1  | 2  | 3  | 4  | 5  | 6  | 7  |
| 8  | 9  | 10 | 11 | 12 | 13 | 14 |
| 15 | 16 | 17 | 18 | 19 | 20 | 21 |
| 22 | 23 | 24 | 25 | 26 | 27 | 28 |
| 29 | 30 | 31 |    |    |    |    |

| Пн | Вт | Ср | Чт | Пт | Сб | Вс |
|    |    |    | 1  | 2  | 3  | 4  |
| 5  | 6  | 7  | 8  | 9  | 10 | 11 |
| 12 | 13 | 14 | 15 | 16 | 17 | 18 |
| 19 | 20 | 21 | 22 | 23 | 24 | 25 |
| 26 | 27 | 28 | 29 | 30 | 31 |    |

| Пн | Вт | Ср | Чт | Пт | Сб | Вс |
|    |    |    |    |    |    | 1  |
| 2  | 3  | 4  | 5  | 6  | 7  | 8  |
| 9  | 10 | 11 | 12 | 13 | 14 | 15 |
| 16 | 17 | 18 | 19 | 20 | 21 | 22 |
| 23 | 24 | 25 | 26 | 27 | 28 | 29 |
| 30 |    |    |    |    |    |    |

| Пн | Вт | Ср | Чт | Пт | Сб | Вс |
|    | 1  | 2  | 3  | 4  | 5  | 6  |
| 7  | 8  | 9  | 10 | 11 | 12 | 13 |
| 14 | 15 | 16 | 17 | 18 | 19 | 20 |
| 21 | 22 | 23 | 24 | 25 | 26 | 27 |
| 28 | 29 | 30 | 31 |    |    |    |

| Пн | Вт | Ср | Чт | Пт | Сб | Вс |
|    |    |    |    | 1  | 2  | 3  |
| 4  | 5  | 6  | 7  | 8  | 9  | 10 |
| 11 | 12 | 13 | 14 | 15 | 16 | 17 |
| 18 | 19 | 20 | 21 | 22 | 23 | 24 |
| 25 | 26 | 27 | 28 | 29 | 30 |    |

| Пн | Вт | Ср | Чт | Пт | Сб | Вс |
|    |    |    |    |    |    | 1  |
| 2  | 3  | 4  | 5  | 6  | 7  | 8  |
| 9  | 10 | 11 | 12 | 13 | 14 | 15 |
| 16 | 17 | 18 | 19 | 20 | 21 | 22 |
| 23 | 24 | 25 | 26 | 27 | 28 | 29 |
| 30 | 31 |    |    |    |    |    |

## События
- 1507—1622 — Португало-персидская война. Ряд вооружённых конфликтов между колониалистской Португалией и вассальным Ормузом, с одной стороны, и Сефевидской империей, поддерживаемой англичанами, с другой[1].
- 1511—1641 — Малайско-португальская война. Вооружённый конфликт XVI-XVII веков, в котором Малаккский султанат при поддержке империи Мин, Голландской Ост-Индской компании (с 1607) и Джохора безуспешно сопротивлялся Португальской империи, стремившейся захватить Малакку и установить контроль над торговлей между Индией и Китаем[2].
- 1566—1609 — первый этап Нидерландской буржуазной революции (Восьмидесятилетняя война). Религиозно-идеологическая, политическая и социально-экономическая борьба Семнадцати провинций за независимость от испанского владычества[3].
- 1585—1604 — Англо-испанская война[4].
  - 1593—1603 — Девятилетняя война. Вооружённый конфликт между вождями ирландских кланов и английскими оккупационными войсками в Ирландии[5].
- 1585—1598 — Восьмая гугенотская война[6].
  - 8—24 апреля — осада Кале[7].
- 1592—1598 — Японо-корейская война (Имдинская война)[8].
- 1593—1604 — Долгая война (тринадцатилетняя война)[9].
  - 24—26 октября — австро-венгерские войска разбиты турецкой армией при Керестеше[10].
- 1593—1597 — Камбоджийско-испанская война[11].
- 1594—1596 — две экспедиции голландца Виллема Баренца (ок. 1550—1597) в поисках Северо-Восточного прохода.
- 1595—1598 — Франко-испанская война[12].
- 1595—1596 — королевские войска подавили восстания «кроканов».
- 1595—1597 — голод и засуха по всей Индии.
- 1595—1603 — Восстание Кара-Языджи и Дели-Хасана. Крестьянское антифеодальное восстание в Османской империи[13].
- 1596—1597 — восстания в южной Сербии, Герцеговине, Черногории и Албании. Подавлены.
- 1596—1597 — Дубинная война. Антифеодальное крестьянское восстание в Финляндии (в то время — Финляндском Великом Княжестве в составе Швеции)[14].
- 23 июня — прибытие в Бантам на острове Ява первой голландской экспедиции Корнелиуса Хутмана.
- Сентябрь — крестьянские волнения в Оксфордшире против огораживаний.
- Осень — крестьянское восстание в Западной Финляндии («война дубинок»).
- Разгром англичанами испанского флота в гавани Кадиса.
- Крестьяне в Австрии вновь восстали. 15-тысячное войско в Верхней Австрии возглавил Георг Таш. Волнения в Штирии.
- Крестьянские восстания в Кермане и соседних районах Малой Азии.
- Ускоки временно овладели Клисом на далматинском побережье.
- Хидэёси сорвал корейско-японские переговоры.
- Ли Сун Син обвинён в трусости и разжалован в матросы.

### Речь Посполитая
- 1594—1596 — восстание под руководством Наливайко против Речи Посполитой охватившей большие территории Западной Руси[15].
  - Начало года — против Наливайко двинулась 18-тысячная армия феодалов. Наливайко отвёл отряды до Уманских лесов, а оттуда к Белой Церкви, где соединился с восставшими реестровыми казаками. Отряды переправились на Левобережье Днепра, но были окружены возле Лубен. Реестровые казаки выдали полякам предводителей. Окружённые сдались и были перебиты.
  - 23 и 24 марта — битва под Белой Церковью[16].
  - 25 марта — битва под Острым Камнем[16].
  - 16—28 мая — Солоницкий бой[16].
- Сигизмунд III переносит королевскую резиденцию из Кракова в Варшаву[15].
- Брестская уния в Речи Посполитой между православной и католической церквами. Православная церковь Украины и Белоруссии признавала своим главой папу, но сохраняла богослужение на славянском языке и православную обрядность. Образование грекокатолической (униатской) церкви в Польше (на Западной Украине)[15].
- 1596—1795 — Киев являлся центром Киевской греко-католической (униатской) митрополичьей епархии[17].

## Русское государство
Царствование: 1584—1598 — Фёдор Иванович
- Февраль — Фёдор Иванович делает третий вклад на помин души своего отца Ивана Грозного в Троице-Сергиев монастырь в размере 1361 рублей[18].
- 1596—1597 — Третья экспедиция Баренца, которая не смогла пройти восточнее Новой Земли, где его корабль был затерт льдами. Открытие островов Медвежий и Шпицберген. Умер на Новой Земле.
- 1596—1601— Щелкалов Василий Яковлевич пожалован печатником[19].
- Пожалованы окольничеством: Вельяминов Дмитрий Иванович Обенеков[20].
- Пожалованы боярством: Шуйский Александр Иванович и Шуйский Иван Иванович (последнее пожалование в бояре при правлении Фёдора Ивановича)[18].
- На службу Государю выехал родоначальник дворянского рода: Рыбалтовские[21].

### Города и поселения
- Основан Бе́лгород (историч. Белгород Русский) — город на юге средней полосы европейской части России, административный центр Белгородской области. Построена Белгородская крепость[22].
- По решению Боярской думы, под руководством воеводы Сонцова-Засекина Ивана Андреевича и головы Мясного Ивана Никитича на высоком берегу р. Оскол возведен город-крепость Оскол (в 1655 году переименован в Старый Оскол)[23].
- Основан город Нарым (Нарымский острог)[24].
- Начато строительство Кетского острога, который из-за неудачного места расположения был перенесён в низ по течению реки Кеть[24].
- Найдена и начала обустраиваться ближайшая Бабиновская дорога из Соликамска в Сибирь[24].
- Царь посылает Василия Андреевича Звенигородского и Ивана Михайловича Бутурлина в Смоленск возводить новую каменную крепость. Руководит работами зодчий Фёдор Савельевич Конь[18].
- 1596—1602 — начинает возводиться Смоленский кремль (архитектор Конь Фёдор Савельевич)[25].
  - Борис Годунов самолично ездил в Смоленск закладывать каменные укрепления города[26].
- Под руководством воеводы Полева Ивана Осиповича начинается строительство деревянной Курской крепости[27].
- По данным писцовой книги (1596-1598) в Можайске сосуществовало 33 церкви и 8 (по другим данным 16) монастырей[28].
- Впервые, в царской грамоте, назван основанный в 1583 году город-порт Архангельским городом (сов. Архангельск), ранее называвшимся (Новый город (Новый порт), Новые Холмогоры (Новохолмогорск). Официально название Архангельск стало в 1613 году[29].

### Руководители приказов
| Года      | Приказ            | Ф,И,О главы                 | Примечания |
| --------- | ----------------- | --------------------------- | ---------- |
| 1594-1601 | Посольский приказ | Щелкалов Василий Яковлевич  |            |
| 1596-1603 | Казанского дворца | Власьев Афанасий Иванович   |            |
| 1584-1597 | Большого дворца   | Годунов Григорий Васильевич | Боярин     |

## Начало правления
См.также: Список глав государств в 1596 году

## Родились

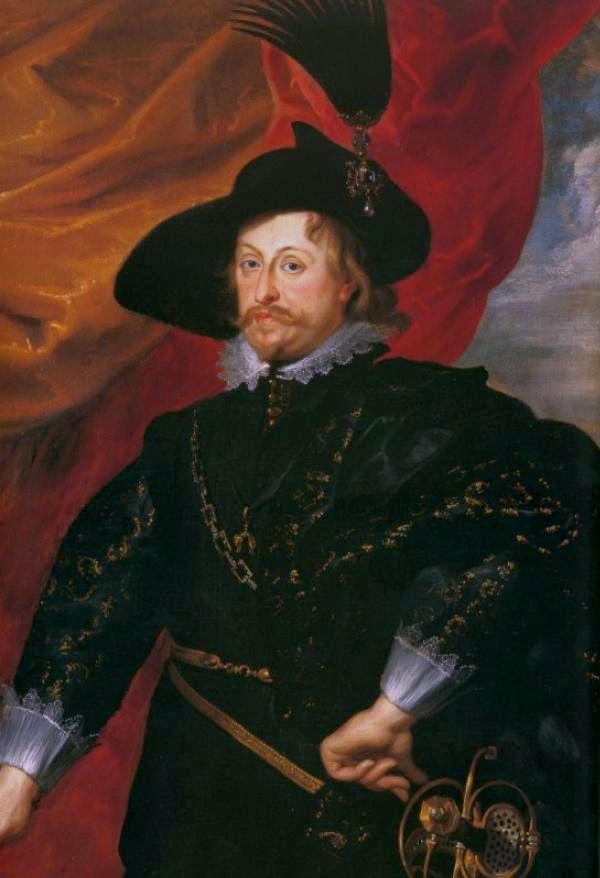
Изображение Владислава IV

См. также: Категория:Родившиеся в 1596 году
- 6 января — Богдан Михайлович Хмельницкий, гетман Войска Запорожского, полководец и государственный деятель (ум. 1657).
- 31 марта — Рене Декарт (ум. 1650), французский философ, математик, физик. Положил начало аналитической геометрии.
- 4 сентября — Константин Гюйгенс (ум. 1687), нидерландский поэт, учёный и композитор.
- 19 ноября — Хуан Гальван (ум. 1658), испанский живописец.
- Николо Амати — один из известнейших мастеров семейства Амати. Создатель многих струнных инструментов, в том числе и виолончелей. Учитель таких прославленных мастеров по созданию струнных инструментов, как Якоб Штайнер, Антонио Страдивари и Андреа Гварнери.
- Моиз Амиро — священник французской Реформации и профессор богословия в Сомюре[32].
- Юхан Банер — шведский фельдмаршал времен Тридцатилетней войны.
- Жан Болланд — священник-иезуит, агиограф, занимался разработкой многотомного издания жития святых «Acta Sanctorum», продолженного впоследствии последователями-болландистами.
- Ян Виллем Блау — голландский картограф и гравёр, издатель знаменитого 12-томного большого атласа.
- Ян ван Гойен — нидерландский художник-пейзажист.
- Елизавета Стюарт — шотландская принцесса из рода Стюартов, чьи прямые потомки в 1714 года основали Ганноверскую династию на английском престоле.
- Император Го-Мидзуноо — 108-й правитель в истории Японии, правил с 1611 по 1629 год.
- Кампен, Якоб ван — нидерландский художник и архитектор, крупнейший представитель голландского классицизма.
- Томас де Кейзер — голландский художник.
- Питер Клас — нидерландский художник, мастер натюрморта.
- Михаил Фёдорович — первый русский царь из династии Романовых.
- Пьетро да Кортона — итальянский живописец и архитектор.
- Фридрих V — курфюрст Пфальцский 1610—1623, король Чехии (Фридрих I) 1619—1620, сын и наследник Фридриха IV, курфюрста Пфальцского, и Луизы Юлианы Оранской-Нассау.
- Андреас Целлариус — голландский и немецкий картограф, инженер, астроном и математик.

## Скончались

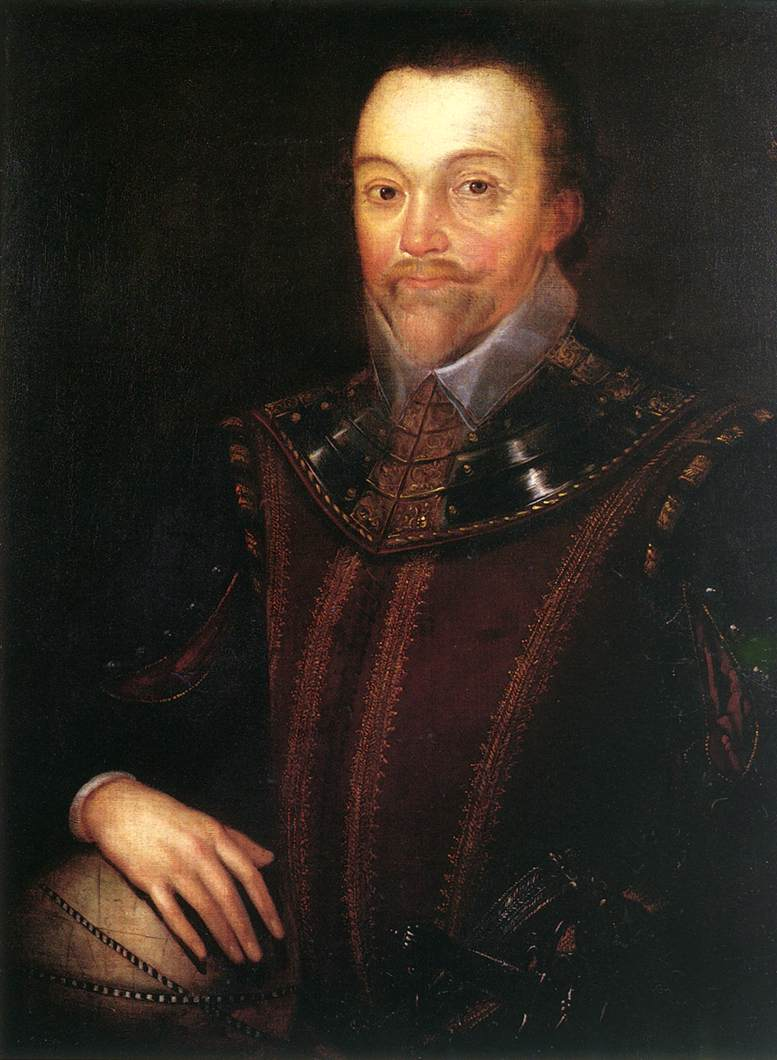
Изображение Фрэнсиса Дрейка

См. также: Категория:Умершие в 1596 году
- 28 января — Фрэнсис Дрейк, английский мореплаватель, пират, вице-адмирал.
- 7 февраля — Георг I, ландграф Гессен-Дармштадта. Основатель линии Гессен-Дармштадт.
- 19 февраля — Блез де Виженер, французский дипломат и криптограф.
- 3 апреля — Синан-паша — великий визирь, военачальник и государственный деятель Османской империи.
- 9 сентября — Анна Ягеллонка, дочь Сигизмунда I Старого, королева польская и великая княгиня литовская с 1575 года.
- Ноябрь — Джордж Пил, английский драматург.
- 23 декабря — Хаттори Хандзо, самурай и полководец эпохи Сэнгоку, глава рода ниндзя из провинции Ига.
- Жан Боден — французский политик, философ, экономист, правовед, член Парламента Парижа и профессор права в Тулузе.